# Villard (Creuse)

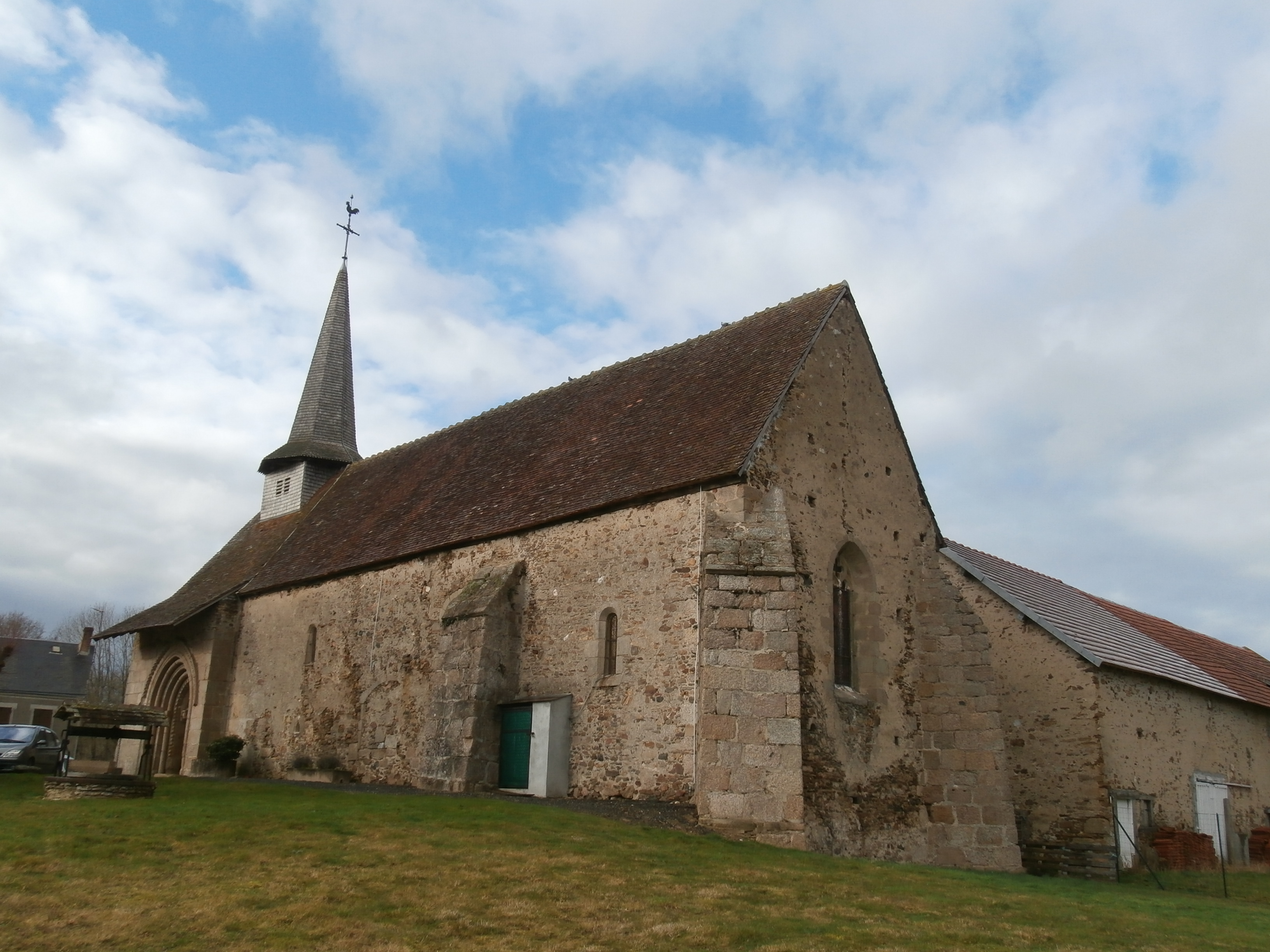
Kościół św. Pawła (2014)

Villard – miejscowość i gmina we Francji, w regionie Nowa Akwitania, w departamencie Creuse.
Według danych na rok 1990 gminę zamieszkiwało 341 osób, a gęstość zaludnienia wynosiła 21 osób/km² (wśród 747 gmin Limousin Villard plasuje się na 332. miejscu pod względem liczby ludności, natomiast pod względem powierzchni na miejscu 413.).